# Tanganyika Oil
Tanganyika Oil var ett svensk-kanadensiskt bolag inom oljesektorn. I slutet av 2008 slutförde det kinesiska petroleumföretaget Sinopec ett uppköp av Tanganyika.
Lukas H. Lundin var styrelseordförande och Gary Guidry var verkställande direktör. Företaget utvann olja i Syrien och hade betydande reserver där. Företaget var börsnoterat i Kanada och på First North-listan i Stockholm. 
Den 25 november 2008 lade det kinesiska oljebolaget Sinopec ett bud på företaget värt cirka 13 miljarder svenska kronor. Under 2007 och 2008 florerade rykten om att företaget skulle bli uppköpt av det indiska oljebolaget ONGC Videsh eller något kinesiskt bolag. Både Indien och Kina ökar sin oljekonsumtion kraftigt och statskontrollerade oljebolag i dessa länder förvärvar därför bolag med betydande oljereserver.